# Orod I. Partski
Orod I. Partski je bio arsakidskim vladar Partskog Carstva. Vladao je od oko 90. pr. Kr. do oko 80. pr. Kr. Neke druge kronologije pretpostavljaju da je vladao od 80. pr. Kr. do 76. pr. Kr. Njegov neposredni sljedbenik nije poznat, pa postoji prekid u povijesnim zapisima. Prvi sljedbenik za kojeg se zna je Sinatruk I. Partski, koji je vladao od 77. pr. Kr. Iz tekstova pisanih klinastim pismom znade se za Orodovu sestru i suprugu Ispubarzu.
Naslijedio je Gotarza I. Do 88. pr. Kr. Orodova vladavina podudara se s vlašću Mitridata II., kralja takmaca protiv kojeg se je pobunio Gotarz. Kovanice koje nose Orodove likove su iskovane u medijskim kovnicama u gradovima Ekbatani i Raju. Nakon što je Orod odbojevao bitke s nekakvim uspjehom protiv Gotarza, morao se boriti protiv skitskih plemena koji su činili racije diljem sjevera i istoka Partije.
Povijest je Partije u ovom razdoblju općenito vrlo zamagljena. Izgleda da je Orodova vlast skončala kao što je počela, građanskim ratom s nepoznatim protivnikom.
Orod se spominje kao kralj kraljeva arsakidske dinastije u babilonskom izvješću o pomrčini Mjeseca 11. travnja 80. pr. Kr.